# Krzymów
Krzymów è un comune rurale polacco del distretto di Konin, nel voivodato della Grande Polonia.
Ricopre una superficie di 92,68 km² e nel 2004 contava 7 018 abitanti.